# Fahrudin Jusufi
Fahrudin Jusufi (szerb cirill betűkkel Фахрудин Јусуфи; Dragaš, 1939. december 8. – 2019. augusztus 9.) olimpiai bajnok és Európa-bajnoki ezüstérmes szerb labdarúgó, kapus, edző.
A jugoszláv válogatott tagjaként részt vett az 1960. évi nyári olimpiai játékokon, az 1960-as Európa-bajnokságon és az 1962-es világbajnokságon.

## Sikerei, díjai
Partizan
- Jugoszláv bajnok (4): 1960–61, 1961–62, 1962–63, 1964–65

Eintracht Frankfurt
- Intertotó-kupa (1): 1966–67

Jugoszlávia
- Olimpiai bajnok (1): 1960
- Európa-bajnoki ezüstérmes (1): 1960